# Montreal Arena
A Montréal Arena, amely Westmount Arena néven is ismert volt, egy fedett jégpálya volt a québeci Montréal Westmount nevű külvárosában. Ez volt a világon az egyik legelső olyan jégcsarnok, amit kifejezetten a jégkorongozás céljából építettek. 1898-ban nyílt, és 1918-ig az amatőr és professzionális jégkorong mérkőzések fő színhelye volt Montréalban.
1904-től 1909-ig a National Hockey Associationben (NHA), és később a National Hockey Leagueben (NHL), játszó Montréal Wanderers hazai pályájának számított, majd 1911-ben a Wanderers ismét visszaköltözött a westmounti jégcsarnokba. 1911-től a Montréal Canadiens is itt játszotta hazai mérkőzéseit. A Canadiens szintén az NHA-ben, majd az NHL-ben, játszott.
1918. január 2-án a csarnok leégett, miután a gépházban tűz keletkezett. A baleset után a Wanderers megszűnt, a Canadiens pedig visszaköltözött a Jubilee Arenába.